# Soldatischer Nationalismus
Der Soldatische Nationalismus war eine konservativ-nationale Literaturgruppe jüngerer Publizisten, die Anfang des 20. Jahrhunderts eine durch den Krieg geprägte Geisteshaltung literarisch zum Ausdruck brachte. Da Krieg und Nation die zentralen Bezugspunkte dieser Literaturgruppe bildeten, ist die von ihr vertretene Ideologie als „Kriegerischer“ oder „Soldatischer Nationalismus“ bezeichnet worden. Eine führende Rolle in der Gruppe nahm Ernst Jünger ein.

## Philosophie des Krieges
Alle Schriftsteller des Soldatischen Nationalismus wurden im letzten Jahrzehnt des 19. Jahrhunderts geboren und hatten am Ersten Weltkrieg teilgenommen. Nach ihrer Selbsteinschätzung wurde der Krieg für sie zu einem Bildungserlebnis, das sie entscheidend prägte. Sie begriffen den Krieg als ein Naturgesetz, als einen schicksalshaften Vorgang, den sie prinzipiell positiv bewerteten, indem er etwa als ein „Jungbrunnen der Völker“ und als ein geeignetes Mittel zur nationalen Integration gepriesen wurde.
Im Gegensatz zu einer pazifistisch-distanzierenden Deutung des Kriegserlebnisses (Alexander Moritz Frey, Edlef Köppen oder Erich Maria Remarque) ging es den nationalen Frontliteraten darum, die durch den Krieg verursachten Leiden und Zerstörungen zu relativieren. Sie suchten stattdessen demonstrativ, ein positives Bild der Welt des Krieges und seiner Wirkungen herauszustellen: „Wir wollen das negative, bedingte, der Verwesung opfernde Teil dieses Krieges aus unserem Gedächtnis ausmerzen versuchen, wie dies die Tendenz des Gedächtnisses immer ist – und nur das Lebendige, Große, Fortzeugende aufbehalten“.
Die Ideologie des Soldatischen Nationalismus lässt sich in folgenden vier Elementen zusammenfassen:
1. Idealisierung des Weltkriegserlebnisses,
2. Generelle Hochschätzung und Verherrlichung von Krieg und Kriegertum,
3. Ausgeprägter Nationalismus,
4. Forderung nach einem Staat der Frontsoldaten, dem die Aufgabe imperialistischer Eroberung zufallen sollte.

Es ging den Literaten nicht um eine politische, soziale oder ökonomische Analyse des Weltkrieges, sondern eher um die Beschreibung des Krieges als Erlebnis. Laut Jünger spiele es eine nebensächliche Rolle „in welchem Jahrhundert, für welche Ideen und mit welchen Waffen gefochten wird“, es gehe um den Krieg an sich. Friedrich Hielscher formulierte das Selbstverständnis des Soldatischen Nationalismus als „Krieger sein um des Krieges willen“ und so sei man auch „des höchsten inneren Friedens gewiß“.
Im Rahmen der kampfbetonten, sozialdarwinistischen beeinflussten Lebensphilosophie verschwand der Gegensatz zwischen Krieg und Frieden und wurde zu „zwei Seiten ein und desselben Zustandes der Verwandlung, die wir das Leben nennen“: „Krieg ist immer da; und der Friede ist immer da. Denn jedes Leben vollzieht sich dadurch, daß es anderes Leben zerstört.“

## Schriftsteller des Soldatischen Nationalismus (Auswahl)
- Jürgen Hahn-Butry (1899–1976)
- Ernst Jünger (1895–1998)
- Friedrich Georg Jünger (1898–1977)
- Werner Beumelburg (1899–1963)
- Edwin Erich Dwinger (1898–1981)
- Franz Schauwecker (1890–1964)
- Helmut Franke
- Friedrich Hielscher (1902–1990)
- Wilhelm Kleinau
- Albrecht Erich Günther (1893–1942)
- Ernst von Salomon (1902–1972)
- Gerhard Günther
- Wilhelm von Schramm (1898–1983)

## Politischer Einfluss
Die Gruppe lehnte jede Form von verbindlicher Programmatik ab und gehörte keiner Partei an. Als sich mit dem Jahre 1924 die wirtschaftliche Lage zu stabilisieren begann, stand das Kriegserlebnis und die Kriegsschuldfrage nicht mehr in demselben Maße im Mittelpunkt der öffentlichen Diskussion, wie dies zuvor gewesen war. Dadurch gerieten die Frontliteraten für einige Jahre in die Isolation. Aber die schwächer werdende Resonanz beeinträchtigte ihre Aktivität nicht, sondern steigerte ihr Sendungsbewusstsein. Ihre Ideologie wirkte in den folgenden Jahren in die oppositionellen Rechtsparteien hinein sowie in die zahlreichen nationalen Wehrverbände, die sich den kriegerischen Traditionen verpflichtet fühlten. Im „Wehrwolf“, im „Jungdeutschen Orden“, im „Bund Oberland“, im „Bund Wiking“ und anderen Wehrbünden, vor allem aber im „Stahlhelm“ fanden Friedrich Georg Jünger, Schauwecker, Franke und Kleinau, insbesondere aber Ernst Jünger eine weite publizistische Plattform.
Von 1924 bis 1926 stand ihnen die Stahlhelmzeitung „Die Standarte“ als Sprachrohr zur Verfügung. Als es dann zum Bruch mit dem „Stahlhelm“ kam, weil dieser nach Meinung der Gruppe um Jünger in einem reaktionären Nationalismus verharrte, versuchten die Literaten des Soldatischen Nationalismus in den kommenden Jahren die übrigen Wehrbünde zusammenzufassen, ohne diese Absichten jedoch verwirklichen zu können. Der große Erfolg, den sie in der Endphase der Republik erleben sollten, war ein literarischer: Jetzt erfuhren ihre Kriegsbücher ungeahnte Massenauflagen und übten damit einen unmittelbaren Einfluss auf ein breites Publikum aus.
Adolf Hitler war eifriger Leser Ernst Jüngers, am 27. Mai 1926 schrieb er ihm: „Ihre Schriften habe ich alle gelesen. In ihnen lernte ich einen der wenigen starken Gestalter des Fronterlebnisses schätzen.“